# Hix Witz
Hix Witz (« colline du jaguar » en maya) est une ancienne entité politique maya du Petén au Guatemala. On a cru pendant longtemps que ce toponyme, qui apparaît dans des textes de la région de l'Usumacinta et du Petén, correspondait à un site archéologique encore non identifié. C'est David Stuart qui a démontré en 2003 que ce nom désignait en fait un territoire dans lequel plusieurs cités cohabitaient, et dont la principale était Zapote Bobal,.